# The Black Magic Show
The Black Magic Show es el título del segundo y último álbum de estudio la banda americana de indie; Elefant, que marca el regreso del cantante argentino con una marcada influencia del rock de los 80's Diego García el cual alcanzó posicionarse en el número #14 de Billboard Top Heatseekers.
La tercera pista de este álbum, llamada Lolita se basa en la novela del mismo nombre de Vladimir Nabokov

## Lista de canciones
Todas las canciones fueron compuestas por Diego García
1. "Black Magic Show" – 2:55
2. "Sirens" – 3:48
3. "Lolita" – 3:30
4. "The Clown" – 3:50
5. "Uh Oh Hello" – 3:15
6. "Why" – 3:52
7. "Brasil" – 2:57
8. "My Apology" – 3:30
9. "The Lunatic" – 3:24
10. "It's a Shame" – 3:43
11. "Don't Wait" – 4:25
12. "Allison" (Solo en Japón)
13. "Stay" (Solo en Japón)